# Blaptica confusa
Blaptica confusa är en kackerlacksart som beskrevs av Guilherme A.M.Lopes och de Oliveira 2005. Blaptica confusa ingår i släktet Blaptica och familjen jättekackerlackor. Inga underarter finns listade.